# Zemské volby v Salcbursku 2018
Zemské volby v Salcbursku v roce 2018 se konaly 22. dubna. V rámci druhé rakouské republiky šlo o šestnácté složení Salcburského zemského sněmu sídlícího v historickém paláci Chiemseehof v Salcburku (dějiny sněmu ale sahají až do Rakouska-Uherska a Salcbursko jako správní útvar je ještě starší)
Voleno bylo 36 poslanců a volby se konaly v řádném termínu pěti let po volbách v roce 2013. Vítězem se stala opět Rakouská lidová strana (ÖVP), která si polepšila na 15 křesel při 37,37 %. Sociálně demokratická strana Rakouska (SPÖ) si pohoršila o jedno křeslo a získala jich 8 při 20,03 %. Na třetím místě se nově objevila Svobodná strana Rakouska (FPÖ), která si polepšila o jedno křeslo na 7 křesel při 18,84 % a na čtvrté místo odsunula Zelené, kteří ztratili 4 křesla a skoro 11 procentních bodů a zůstala jim 3 křesla při 9,32 %. Nová strana NEOS získala 7,27 % a rovněž tři křesla.
Na základě povolebních jednání by měla od 13. června 2018 vládnout druhá vláda Wilfried Haslauera tvořená koalicí ÖVP, Zelených a NEOSu.

## Situace před volbami
Ve volbách v roce 2013 získala nejvíce hlasů Rakouská lidová strana (ÖVP, 29,01 % hlasů a 11 mandátů) před Sociálně demokratickou stranou Rakouska (SPÖ, 23,83 % hlasů a 9 mandátů), stranou Zelení – Zelená alternativa (20,18 % hlasů a 7 mandátů), Svobodnou stranou Rakouska (FPÖ, 17,03 % hlasů a 6 mandátů) a krátkodobou stranou Team Stronach (8,34 % hlasů a 3 mandáty).
Koalici uzavřela vítězná Rakouská lidová strana se Zelenými a s Teamem Stronach, takže vzniklá první vláda Wilfrieda Haslauera juniora měla většinu 21 hlasů.

### Předvolební průzkumy
Dva průzkumy v únoru a březnu 2018 předpovídaly mírné až silné posílení ÖVP (únorový Hajek 33–41 %, březnový IMAS 33–41 %), žádnou změnu u SPÖ (18–24 %, 23–25 %), výraznější pokles Zelených (7–11 %, 14–16 %) a mírný vzestup FPÖ (20–26 %, 18–20 %). Strana Team Stronach se rozpustila v roce 2017, do voleb v roce 2018 se tedy na rozdíl od zbylých parlamentních stran už nepřihlásila. Zhruba její místo v počtu preferencí zaujala nově strana NEOS (5–9 %, 7–9 %).